# Umarevtsi
Umarevtsi (bulgariska: Умаревци) är ett distrikt i Bulgarien.   Det ligger i kommunen Obsjtina Lovetj och regionen Lovetj, i den centrala delen av landet, 130 km öster om huvudstaden Sofia.
Omgivningarna runt Umarevtsi är en mosaik av jordbruksmark och naturlig växtlighet. Runt Umarevtsi är det ganska tätbefolkat, med 60 invånare per kvadratkilometer.